# 上町駅
上町駅（かみまちえき）は、東京都世田谷区世田谷3丁目にある、東急電鉄世田谷線の停留場である。駅番号はSG06。

## 歴史
- 1925年（大正14年）5月1日：開設。

## 停留場構造

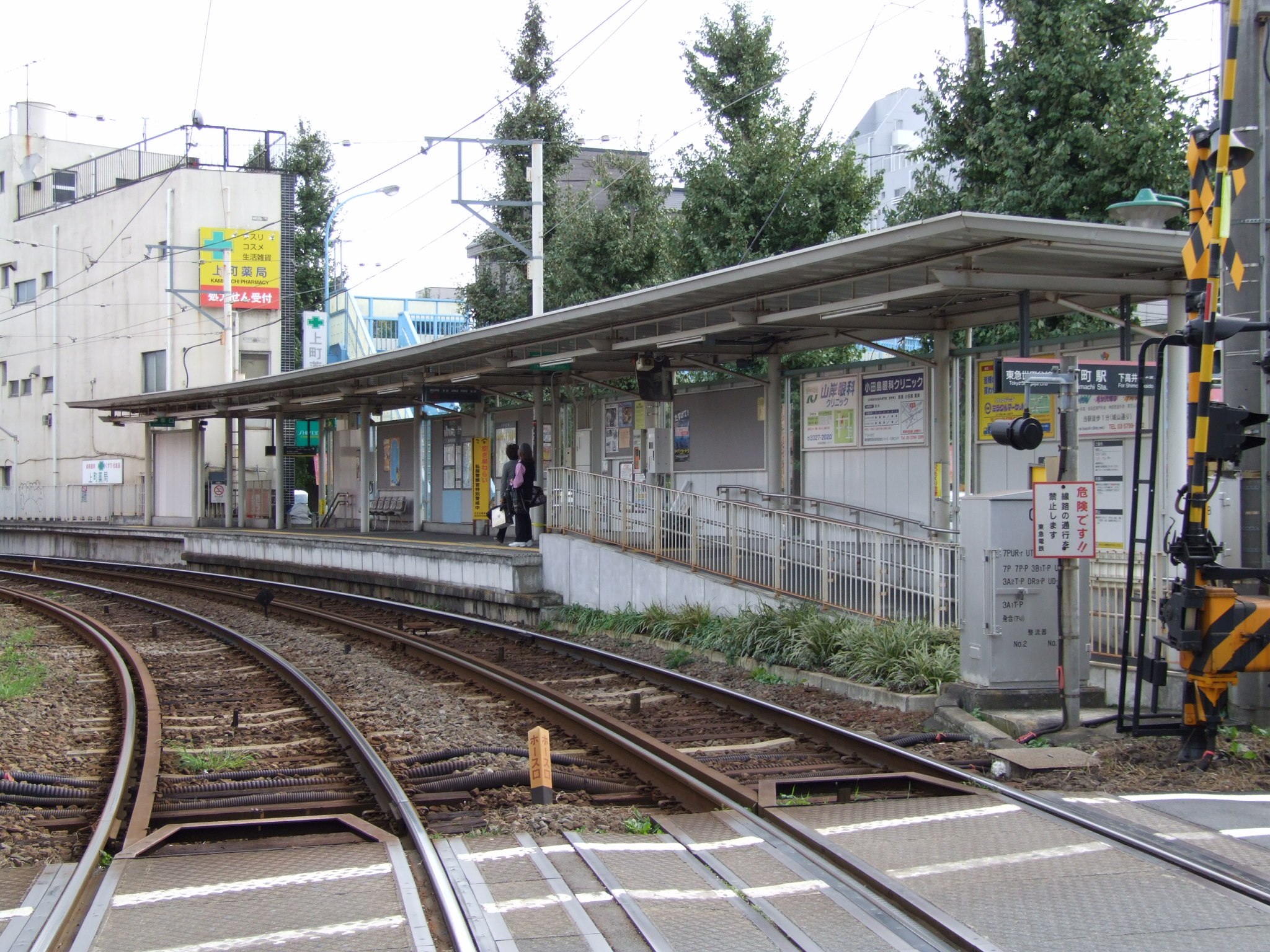
下高井戸方面（下り線）専用ホーム

相対式ホーム2面2線を有する地上駅。両ホームは踏切を挟んで斜向かいに設置（千鳥式配置）されている。ホーム有効長は4両分（2両編成2本分）あり、通常は中間部分が柵で仕切られているが、車両交換が行われる際は、柵を開放し電車を2本縦列停車させ、乗換が出来るようになっている。
かつては上り線ホーム向かい側に下り線ホームがあったが、上町検車区（現・雪が谷検車区上町班）を設置した際に千鳥式配置に変更された。当駅では三軒茶屋方面のみ改札があるため、各車両連結面側の降車専用ドアが乗降車共用となるが、300系は乗車専用ドア部分を含む先頭部車幅を絞っていることと、ホームが内側へカーブしていてドアとホームとの間隔が開くため、最も三軒茶屋寄りドア（運転席横）は締切扱いである。ホーム嵩上げ前は全ドアが締切扱いではなかった。
上りホームには自動券売機および世田谷線駅唯一のトイレがある。2022年（令和4年）4月までは、事務所が営業していた。また2012年（平成24年）まで、せた丸券売機が設置されていた。跡地には、自動券売機が設置されている。トイレはユニバーサルデザインの一環として車椅子やオストメイトなどの使用に対応している。
かつては下りホーム下高井戸寄りに売店が営業していた。

### のりば
| ホーム | 路線     | 方向 | 行先         |
| ------ | -------- | ---- | ------------ |
| 南側   | 世田谷線 | 下り | 下高井戸方面 |
| 北側   | 世田谷線 | 上り | 三軒茶屋方面 |

## 利用状況
当停留場だけの乗車人員は公表されていない。世田谷線全線での乗車人員は東急世田谷線#利用状況を参照のこと。

## 停留場周辺

### 官公庁・公共施設
- 世田谷区役所上町まちづくりセンター

### 教育機関
- 東京医療保健大学世田谷キャンパス
- 青葉学園幼稚園

### 郵便局・金融機関
- 世田谷一郵便局

### 史跡・自然
- 世田谷城阯公園
- 世田谷代官屋敷
  - 世田谷区立郷土資料館

### 店舗
- ボロ市通り

## バス路線
上町駅（東急バス）
- 〈渋21〉渋谷駅 - 三軒茶屋・大橋経由

上町（東急バス・小田急バス）
- 西方向
  - 〈渋22〉用賀駅 - 農大前経由（東急）
  - 〈渋23〉祖師ヶ谷大蔵駅 - 農大前・千歳船橋経由（東急）
  - 〈渋24〉成城学園前駅西口 - 農大前・成育医療研究センター前経由（東急）
  - 〈渋26〉調布駅南口 - 農大前・成育医療研究センター前・狛江駅北口経由（小田急）
  - 〈等11〉桜小学校（東急）
- 東方向
  - 〈渋21・渋22・渋23・渋24〉渋谷駅 - 三軒茶屋・大橋経由（東急）
  - 〈渋26〉渋谷駅 - 三軒茶屋・大橋経由（小田急）
  - 〈等11〉等々力操車所 - 駒沢・深沢不動前経由（東急）

## 隣の停留場
東急電鉄
 世田谷線
世田谷駅（SG05） - 上町駅（SG06） - 宮の坂駅（SG07）